# Saghad
Saghād  (farsi صغاد) è una città dello shahrestān di Abadeh, circoscrizione Centrale, nella provincia di Fars. Aveva, nel 2006, una popolazione di 11.065 abitanti. 